# Rodrigo Moreno
Rodrigo Moreno Machado (ur. 6 marca 1991 w Rio de Janeiro) – hiszpański piłkarz pochodzenia brazylijskiego, występujący na pozycji napastnika w katarskim klubie Ar-Rajjan. W latach 2014–2023 reprezentant Hiszpanii. Uczestnik Mistrzostw Świata 2018. Zwycięzca Ligi Narodów 2022/23.
W swojej karierze występował m.in. w takich klubach jak: Valencia CF, SL Benfica, Leeds United czy Real Madryt Castilla.